# Juan Aísa
Juan Aísa Blanco (Madrid, 4 marzo 1971) è un procuratore sportivo ed ex cestista spagnolo.

## Palmarès
- Campionato francese: 1

Pau-Orthez: 1998-99
- Copa del Rey: 2

Estudiantes: 1992, 2000